# Cobaea guatemalensis
Cobaea guatemalensis är en blågullsväxtart som först beskrevs av Paul Carpenter Standley, och fick sitt nu gällande namn av Pierfelice Ravenna. Cobaea guatemalensis ingår i släktet Cobaea, och familjen blågullsväxter. Inga underarter finns listade i Catalogue of Life.